# Sm5
Sm5 (Sähkömoottorijuna 5) är en serie elmotorvagnar av modellen Stadler Flirt, inköpt av Huvudstadsregionens Vagnpark Ab och avsedd för närtrafiken i Helsingforsnejden i Finland. Den första började rulla i passagerartrafik i november 2009 och ersatte från 2010 successivt den då äldsta tågtypen Sm1. 2016 var samtliga tåg levererade och alla tåg av typen Sm1 tagna ur trafik.
Sm5-enheterna består av 4 kortkopplade vagnar med aluminiumkorg. Tågen har ett enhetligt låggolvsutrymme utan mellandörrar eller egentliga vestibuler.
Trots att tågen ägs av Huvudstadsregionens Vagnpark så hyr HRT (Helsingforsregionens trafik) tågen och själva trafikeringen sköter VR om eftersom bolaget har monopol på inrikes passagerartrafik på järnväg i Finland.